# Église Saint-André de Mesnil-Saint-Père
L'église Saint-André est une église située à Mesnil-Saint-Père, en France.

## Localisation
L'église est située sur la commune de Mesnil-Saint-Père, dans le département français de l'Aube.

## Historique
L'édifice est inscrit au titre des monuments historiques en 1982.